# Меишоаре (Дамбовица)
Меишоаре (рум. Meișoare) насеље је у Румунији у округу Дамбовица у општини Пукени. Oпштина се налази на надморској висини од 798 m.

## Становништво
Према подацима из 2002. године у насељу је живело 187 становника, од којих су сви румунске националности.